# Дрэгуш, Денис
Де́нис Ми́хай Дрэ́гуш (рум. Denis Mihai Drăguș; род. 6 июля 1999, Питешти, Румыния) — румынский футболист, нападающий клуба «Трабзонспор» и сборной Румынии. Участник чемпионата Европы 2024.

## Клубная карьера
Сын румынского футболиста Михая Дрэгуша.
Денис начинал заниматься футболом в академии клуба «Вииторул». Затем 3 года выступал за основную команду. Потом перебрался в Бельгию в клуб «Стандард», но, не имею постоянной практики, в сентябре 2020 года ушёл в аренду в клуб «Кротоне».

## Карьера в сборной
Денис выступал за различные юношеские сборные румын, а также за «молодёжку». В 2018 году дебютировал за национальную команду.